# 朝敵
朝敵（ちょうてき）は、日本において天皇および朝廷に敵対する勢力を意味する呼称である。朝敵が率いる軍のことを賊軍と呼ぶ。

## 概要
言葉のとおり、朝廷の敵であり、朝廷から敵とみなされた者を朝敵と呼ぶ。律令制時代では、朝廷に対して謀反を起こした者、天皇・上皇と対立した者が朝敵とされた。中世に入ると、政治の実権は朝廷から武家政権へと移ったが、武家にとっても朝廷の権威は大義名分となるため、時の政権が敵を討伐する口実を必要とした際、保護下にある朝廷から勅を引き出す形で朝敵は使用された。しかし、朝廷の強い意思によって出された命ではないため、討伐する側が逆に敗れると、取り消されることがほとんどであった。承久の乱のように、朝廷側の思惑によって追討令が出された場合もある。
尊王論が高まった幕末や明治初期には、朝廷の意に反する人物や、そう見なされた者を罵倒する文句として朝敵が呼称された。
親王同士が対立した場合などにも相互に朝敵と呼び合う場合があり、正統性の主張や宣戦布告であるとみなされる。南北朝時代のように、従来の天皇と、武家に擁立された天皇が互いを朝敵と呼ぶ場合もある。

## 歴史上「朝敵」と呼称された勢力
- 長髄彦：日本神話の神武東征に登場する。神武天皇に抵抗した大和の指導者。
- 藤原仲麻呂：恵美押勝の乱を起こして政権奪取を企むも官軍に敗れて滅亡した。乱に加担した皇族なども処罰された。
- 淳仁天皇：上記の藤原仲麻呂を後見人としており、仲麻呂の乱には加担していなかったが、孝謙上皇と対立していたため、乱後に処罰されて廃帝となった。長らく天皇とは認められず淡路廃帝とされたが、明治時代に「淳仁天皇」と諡号を賜られ、正式に天皇の一人とされた。
- 阿弖流為：蝦夷の指導者。朝廷軍の蝦夷征討に抵抗し奮戦したが坂上田村麻呂に敗れて処刑された。もう一人の指導者の盤具公母禮も朝敵として処刑されている。
- 平将門：平安時代に関東地方において「新皇」を名乗り、朝廷からの独立を試みるが朝廷軍に討たれた。
- 藤原純友：平安時代に瀬戸内海で海賊の討伐を命じられたが自身も海賊となって朝廷の船を襲うようになった。朝廷から命じられた小野好古の軍に殺されたと伝えられる。
- 崇徳上皇と藤原頼長：保元の乱で後白河天皇方と戦うも敗れる。頼長は謀反人とされたが死後に正一位・太政大臣を追贈された。
- 源義経：兄である源頼朝と対立し、後白河上皇に頼朝追討の宣旨を迫り、一時は頼朝追討の院宣が出されるも取り消され、逆に義経追討の院宣が出されて朝敵となった。
- 藤原泰衡：奥州合戦において源頼朝に討たれる。奥州藤原氏への対応には朝廷と頼朝との間で隔たりがあり、頼朝の元に泰衡追討の宣旨が届いたのは泰衡の死後である。
- 北条義時：後鳥羽上皇による承久の乱で朝敵となるも官軍に勝利したため、義時追討の院宣は取り消される。首謀者である後鳥羽上皇は配流となった。
- 北条高時：後醍醐天皇による元弘の乱で官軍に敗れて一族とともに自害したが、遺児である北条時行が後醍醐天皇の南朝に帰参したため、死後に朝敵を赦免された。
- 北条時行：元弘の乱で滅亡した鎌倉幕府再興を掲げて中先代の乱を起こすも官軍に敗れる。しかし、のちに後醍醐天皇のもとに帰参したため、朝敵を赦免され、父・高時の朝敵恩赦の綸旨も受けた。
- 足利尊氏：後醍醐天皇の建武の新政から離反して、延元の乱で反旗を翻す。ただし同時代的には、足利政権は北朝を擁しており、後醍醐天皇ら南朝に与する勢力と、互いを朝敵と称しあっている。時代が下ると、太平記や大日本史（水戸学）、南北朝正閏論、皇国史観の影響によって尊氏を朝敵とする見方が一般的となった。
- 南朝の新田義貞や楠木正成など：南北朝の戦いが北朝の勝利で終わったため、足利尊氏との戦いで討死した者たちは朝敵となった。明治時代になると南北朝正閏論によって「後亀山天皇までは南朝が正統」と決まったことから朝敵との扱いはされなくなり、逆に勤王家として高位の位階を贈位された。なお楠木正成は、彼の子孫を称する楠木正虎の嘆願により、永禄2年（1559年）に正親町天皇から勅免が出されており、正式に朝敵から外されている。
- 大内義興：戦国時代初期の大名。文亀元年（1501年）閏6月9日、足利義澄と細川政元の工作により、後柏原天皇から義興討伐の綸旨が出される。しかし、義興が中国地方の諸大名や国人を率いて上洛し、義澄と細川澄元らを追放すると、もともと敵愾心のなかった朝廷は義興に従四位下を授けた。
- 武田勝頼：戦国時代後期の大名。天正10年（1582年）2月、織田信長は徳川家康とともに武田氏を滅ぼすが、その際に信長は武田攻めに際して朝廷を動かし、武田家当主の勝頼を「東夷（朝敵）」とした。
- 島津義久：九州平定で豊臣秀吉は、天正13年（1585年）10月、島津氏と大友氏に対して朝廷権威を以って停戦を命令した（惣無事令による九州停戦令）。しかし、島津側は「神意」としてこれを拒否したので征伐され、秀吉に降伏した[1]。
- 後北条氏：畿内の豊臣政権に抵抗して討伐を受ける。天正18年（1590年）、小田原征伐を前に後陽成天皇は豊臣秀吉に節刀を授けた[2]。秀吉は朝敵討伐のため関東に下向した。後北条氏討伐後、奥州仕置を行い、天下統一を完成させた。
- 長州藩：幕末の禁門の変で、江戸幕府との戦闘中に京都御所に発砲したことで長州討伐の命が出される。二度にわたる長州征討が起きたが、幕府側の敗北に終わったため、不利を悟った徳川慶喜により長州寛典論が出される。慶応3年（1867年）12月8日の朝議で、藩主毛利敬親の官位復旧が決定して朝敵を赦免された。
- 旧江戸幕府勢力：朝廷の命（会津藩・桑名藩を帰国させたうえでの徳川慶喜の軽装上洛）に違反した軍勢（会桑を含めた大軍）を派遣し、薩摩藩と長州藩を相手に鳥羽・伏見の戦い（戊辰戦争）を起こすも敗れたため、旧幕府方は賊軍となる。徳川慶喜追討令が出され、慶喜側で戦った諸藩も朝敵となり、五つの等級に区分された。
  - 第一等。徳川慶喜（元江戸幕府将軍）
  - 第二等。松平容保（会津藩）および松平定敬（桑名藩）
  - 第三等。松平定昭（伊予松山藩）および板倉勝静（老中・備中松山藩）および酒井忠邦（姫路藩）
  - 第四等。本庄宗武（宮津藩）
  - 第五等。戸田氏共（大垣藩）および松平頼聰（高松藩）
  - ほかにも唐津藩や延岡藩・小浜藩・大多喜藩・鳥羽藩などが朝敵となった。のちに全員が赦免されている。